# Le Cellier
Le Cellier (bretonska: Keller) är en kommun i departementet Loire-Atlantique i regionen Pays de la Loire i nordvästra Frankrike. Kommunen ligger i kantonen Ligné som tillhör arrondissementet Ancenis. År 2022 hade Le Cellier 4 011 invånare.

## Befolkningsutveckling
Antalet invånare i kommunen Le Cellier
| Referens: INSEE |